# Midea Group
Midea Group (cinese: 美的集团; pinyin: Měidì Jítuán) è un'azienda di elettrodomestici con sede a Beijiao nel Guangdong e quotata alla Borsa di Shenzhen dal 2013. Nel 2021 l'azienda impiegava circa 150.000 persone in 200 filiali di cui 60 filiali all'estero.  È quotata nella classifica Fortune Global 500 da luglio 2016. Midea realizza prodotti per luce, acqua, pulizia del pavimento, piccoli e grandi elettrodomestici da cucina e lavanderia, e apparecchi di refrigerazione. È il più grande produttore di forni a microonde e anche il più grande nella produzione di robot ed elettrodomestici industriali. Ha anche una lunga storia di produzione di prodotti casalinghi e commerciali per il riscaldamento, ventilazione e condizionamento (HVAC).

## Storia
Il fondatore della società, He Xiangjian (cinese: 何享健) iniziò con soli 5.000 yuan per aprire una officina per la produzione di tappi di bottiglie a Beijao, nel 1968. Da allora trasformò Midea in una delle aziende private di maggior successo in Cina, quotandola nel 1973 anche alla Borsa di Shenzhen.
Dopo un periodo iniziale nella produzione di tappi di bottiglia e parti di auto, l'azienda si concentrò sui beni finiti: soprattutto ventilatori elettrici a partire dal 1980. Cinque anni dopo Midea produsse il suo primo condizionatore, diventato il componente principale dell'attività. Nei successivi 15 anni il gruppo si espanse gradualmente in frigoriferi, lavatrici e forni a microonde.
Midea Group aprì la sua prima fabbrica all'estero nel 2007, a Ho Chi Minh in Vietnam. L'anno dopo, Midea realizzò una joint venture col produttore di forni a microonde bielorusso Horizont  (russo:Горизонт предприятие, Белоруссия) per entrare nei mercati CSI. Nel 2010 iniziò  le collaborazioni con i produttori americani di condizionatori Carrier Corporation in Egitto, Brasile, Argentina, Cile ed India.
Ad agosto 2012, il fondatore He Xiangjian si è dimesso da Presidente del cda. Nella lista delle persone più ricche del mondo secondo Forbes era all'epoca al 36° posto con un patrimonio personale di 21,6 miliardi di dollari. Subentrò al suo posto alla guida del gruppo Paul Fang, presidente di Guandong Midea Electric. Nell'aprile 2013 è stato avviato un piano di ristrutturazione.  Nel settembre 2013, l'intera entità è stata quotata alla Borsa di Shenzhen come Midea Group. Allo stesso tempo, Guangdong Midea Electric è stata privatizzata da Midea Group.
Alla fine del 2014, il gigante cinese dell'elettronica Xiaomi ha investito 1,2 miliardi di yuan per l'1,2% delle azioni di Midea Group. Contemporaneamente è stata annunciata una collaborazione tra le due società.
Nel 2016, Midea ha effettuato tre grandi acquisizioni: il settore elettrodomestici di Toshiba per 477 milioni di dollari; la tedesca KUKA, leader mondiale nella robotica per la costruzione di automobili per 4,5 miliardi di euro; Eureka, marchio specializzato nella pulizia dei pavimenti dalla svedese Electrolux.
Nel 2017, Midea è stata coinvolta in una controversia che ha riguardato milioni di condizionatori d'aria/umidificatori difettosi realizzati per molti marchi statunitensi. L'incidente ha provocato cause legali e accuse da parte di consumatori statunitensi secondo cui la società non ha onorato i suoi obblighi di sostituzione.
Nel dicembre 2018, Midea Group ha fondato la sua filiale di semiconduttori MR Semi Co. Ltd.

## Prodotti

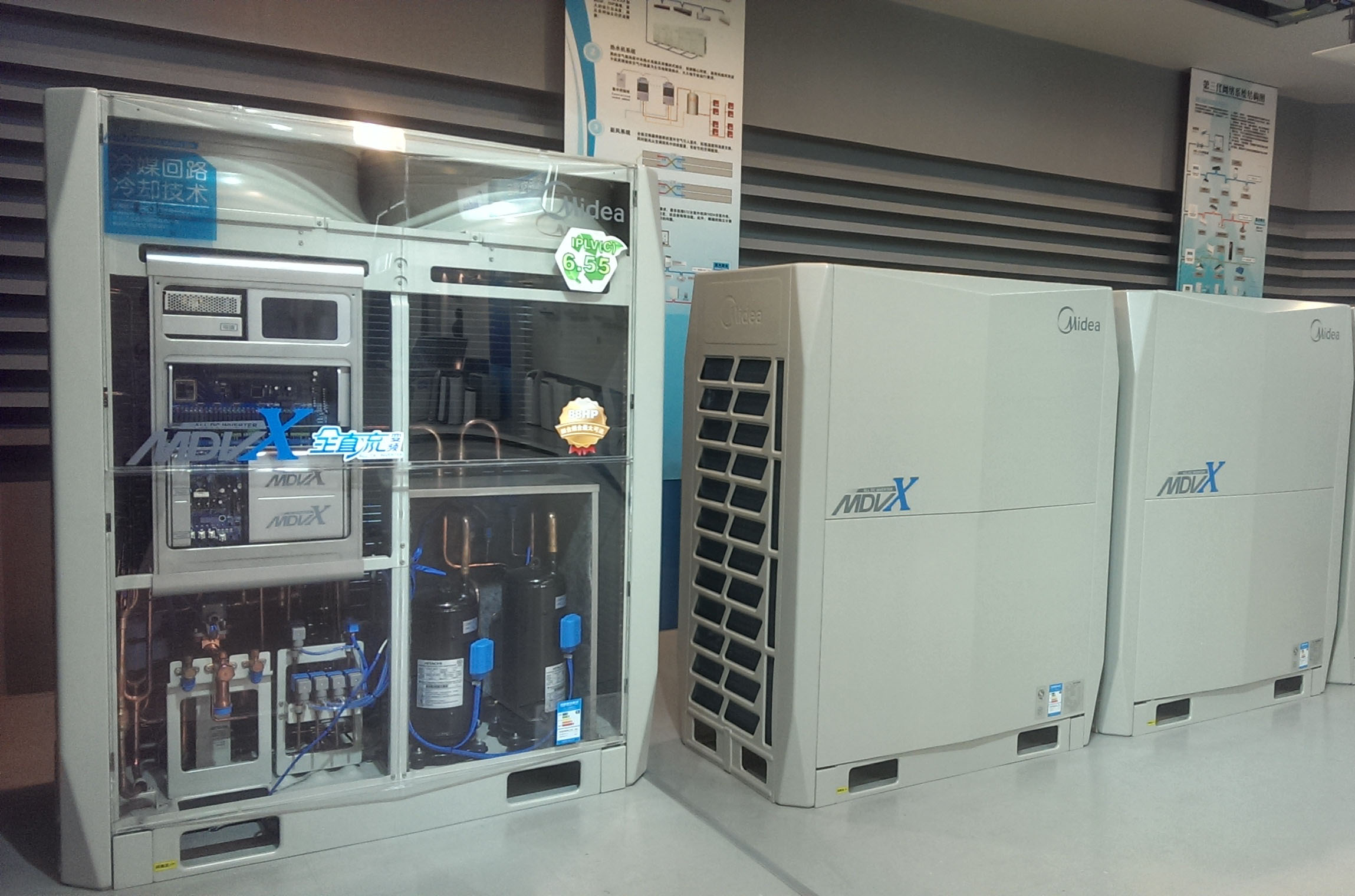
Condizionatore d'aria MDV-X VRF di Midea

L'attività principale di Midea è la produzione di elettrodomestici e condizionatori d'aria commerciali. Vende prodotti a livello nazionale con il proprio nome, mentre la maggior parte della sua attività di esportazione è come OEM e  ODM per molti noti marchi globali. Negli ultimi annia ha iniziato a lanciare il proprio marchio in un numero crescente di mercati esteri dell'America del Sud e della maggior parte dei paesi del sud-est asiatico.
La principale categoria di prodotti dell'azienda è costituita dai condizionatori d'aria, sia residenziali che commerciali. Produce anche frigoriferi, lavatrici e lavastoviglie, oltre che forni a microonde, bollitori, distributori d'acqua e aspirapolvere.  Offre questi prodotti con il proprio marchio e li produce per la vendita con altri marchi (come OEM).  Lo stesso vale per alcuni prodotti HVAC come condizionatori d'aria e deumidificatori.
Oltre al suo marchio, l'azienda impiega anche una serie di altri marchi. Il marchio Little Swan è stato adottato quando ha acquisito l'azienda Little Swan nel 2008. I prodotti Little Swan sono per lo più elettrodomestici per lavanderia e refrigerazione. Hualing è un marchio utilizzato per condizionatori d'aria e frigoriferi, ed è stato adottato anche nel 2008. MDV è uno dei marchi utilizzati per la sua linea di condizionatori commerciali, attiva dal 1999. Il marchio Pelonis viene utilizzato per i riscaldatori.
Il New York Times ha riferito che la maggior parte dei forni a microonde americani sono prodotti da Midea, compresi i forni venduti da grandi marchi come Toshiba, Whirlpool e Black+Decker.
Midea è anche coinvolta nella produzione di componenti automobilistici, tra cui pompe dell'acqua elettriche, pompe dell'olio, compressori e motori del servosterzo, attraverso la sua filiale Welling.